# 大阪市立扇町小学校
大阪市立扇町小学校（おおさかしりつ おうぎまちしょうがっこう）は、大阪府大阪市北区扇町にある公立小学校。

## 概要
児童数が減少していた大阪市立北天満小学校、大阪市立済美小学校の2校を統合して2004年に開校した。学校は旧北野病院跡地に位置する。
また、児童数が激減していた大阪市立大阪北小学校を2007年に統合した。校区は梅田・扇町・中崎町などを含み、大阪市内としては広い範囲にわたっている。
大阪市内に2校あるセンター校（校区外から指定外通学が可能）としての難聴学級を設置している。

## 沿革
本項では前身校のうち、大阪市立北天満小学校・大阪市立済美小学校の沿革についても述べる。なお大阪市立大阪北小学校およびその前身校については、該当項も参照。
学校の源流は明治時代初期にさかのぼる。現在の校区では明治時代初期の1875年、川崎村と北野村が合同で北野村に野崎小学校（のちの大阪市立梅田東小学校、1989年大阪市立大阪北小学校へ統合）を設置した。
大阪市編入後、地域の市街化に伴って児童が増加した。そのため野崎（梅田東）小学校より分離する形で、旧川崎村を校区とする川崎小学校を1901年に設置した。川崎小学校は現在の北区同心1丁目5番地付近にあり、済美第二尋常小学校、天満国民学校の名称を経て、戦災で1946年に大阪市立菅北小学校に統合し廃校となっている。川崎（天満）小学校の旧校区はのちに大阪市立堀川小学校校区へ編入されている。
1910年5月6日に川崎小学校から分離する形で、大阪市第二川崎尋常小学校（のちの大阪市立北天満小学校）が設置された。また第二川崎（北天満）小学校から分離する形で、1916年6月1日に大阪市第三北野尋常小学校（のちの大阪市立済美小学校）が創立した。第二川崎（北天満）・第三北野（済美）の各小学校が、扇町小学校の直接的な前身校となっている。
旧川崎村・旧北野村の地域の小学校は1920年、教育勅語に由来する「済美」を学校名に冠し、創立日時順の番号を付加する名称への変更を一斉に実施した。これに伴い、第二川崎尋常小学校は済美第四尋常小学校、第三北野小学校は済美第五尋常小学校へと改称された。さらに1922年には、済美第四（北天満）小学校より、済美第六尋常小学校（現在の大阪市立菅北小学校）を分離している。
済美地区の6小学校では1922年、日本で初めて常勤の学校衛生婦を配置している。済美地区での学校衛生婦の取り組みは、養護教諭制度の源流だとされている。なお当時の済美地区6小学校のうち4小学校は、戦災による太平洋戦争終戦直後の統合・児童減少による1980年代以降の複数回にわたる統合を経て、現在の扇町小学校へとつながっている。
国民学校令により1941年4月1日付で、国民学校へと改編された。大阪市では全市で、創立番号順での名称をやめる方針が出されたこともあり、済美第四尋常小学校は北天満国民学校、済美第五尋常小学校は済美国民学校へと変更された。
1945年6月の大阪大空襲では、済美国民学校の校舎も被害を受けている。
1947年の学制改革により、大阪市立北天満小学校と大阪市立済美小学校が発足した。しかし都心部のドーナツ化現象などで児童数の減少が目立つようになったため、2004年に北天満・済美の両校を統合し、大阪市立扇町小学校として現在地に開校した。さらに2007年には、大阪市立大阪北小学校を統合している。
都心回帰と大型マンションの林立で都心部の児童が増え、かつて児童が減少していた都心部の小中学校で再び教室不足が起こり始めていることから、2018年には大阪市は中之島西部に扇町小学校および西区の西船場小学校の児童の一部を受け入れる小中一貫校の新設構想を始めた。2020年7月に大阪市は中之島六丁目に小中一貫校を建設し、2024年度の開校を目指した。新設校・中之島小中一貫校（大阪市立中之島小学校・中学校）は2024年4月1日に開校し、これに伴い、従来扇町小学校校区に指定されていた中之島・堂島・堂島浜・曾根崎新地を中之島小中一貫校校区に変更した。

### 年表
- 1910年5月6日 - 大阪市第二川崎尋常小学校（のちの大阪市立北天満小学校）が開校。
- 1916年6月1日 - 大阪市第三北野尋常小学校（のちの大阪市立済美小学校）が開校。
- 1920年 - 第二川崎尋常小学校→済美第四尋常小学校、第三北野尋常小学校→済美第五尋常小学校へ校名改称。
- 1922年 - 済美第四尋常小学校から大阪市済美第六尋常小学校（現・大阪市立菅北小学校）を分離。
- 1941年 - 国民学校令により、済美第四尋常小学校→大阪市北天満国民学校、済美第五尋常小学校→大阪市済美国民学校と改称。
- 1947年4月1日 - 学制改革により、大阪市立北天満小学校・大阪市立済美小学校と改称。
- 1962年5月1日 - 北天満小学校、児童の標準服を制定。
- 1965年11月10日 - 北天満小学校、給食優良校として文部大臣表彰を受ける。
- 1969年 - 済美小学校、大阪市教育委員会から道徳教育推進校の指定を受ける。
- 2004年3月31日 - 大阪市立北天満小学校・大阪市立済美小学校の両校が閉校。
- 2004年4月1日 - 大阪市立扇町小学校として新設開校。大阪市立北天満小学校と大阪市立済美小学校が統合。
- 2007年4月 - 大阪市立大阪北小学校を統合。大阪北小学校にあった難聴学級（センター校）が移転。
- 2024年 - 中之島小中一貫校（大阪市立中之島小学校・中学校）の開校に伴い校区変更。

## 通学区域
- 大阪市北区 梅田、芝田、茶屋町、角田町、小松原町、堂山町、神山町、太融寺町、兎我野町、大深町、曾根崎、野崎町、鶴野町、南扇町、中崎、中崎西、万歳町、浪花町、浮田、扇町、黒崎町、山崎町。

卒業生は大阪市立天満中学校に進学する。

## 交通
- Osaka Metro谷町線 中崎町駅より南へ約250m
- Osaka Metro堺筋線 扇町駅より西へ約300m
- 大阪環状線天満駅より西へ約450m

## 著名な出身者
- 橘八重龍誠（野球選手）